# Descriptions des arts et métiers

Descriptions des arts et métiers, Art du Tailleur, 1769

Het meerdelige werk Descriptions des arts et métiers faites ou approuvées par Messieurs de l’Académie royale des sciences, werd in de periode 1761-1782 uitgegeven, in opdracht van de Franse Académie des Sciences. Het geeft gedetailleerde beschrijvingen van een breed arsenaal aan ambachten en vervaardigingsmethodes, zoals deze op dat moment in Frankrijk bestonden. De artikelen zijn geïllustreerd met gedetailleerde kopergravures. Het werk vormt een belangrijke bron voor iedereen die zich bezighoudt met productiemethodes in de zeventiende en achttiende eeuw.

## Geschiedenis
Dit omvangrijke werk ontstond naar aanleiding van een verzoek van Jean-Baptiste Colbert. Hij vroeg de Académie des Sciences in 1675 om gedetailleerde beschrijvingen van de diverse mechanische kunsten, als basis voor de ontwikkeling van nieuwe machines. Ter voorbereiding werd onder Abbé Bignon (1662-1743) de zogenaamde Commission Bignon geformeerd. Kort na 1708 werd René-Antoine Ferchault de Réaumur aangewezen als uitgever. Hij erfde een aantal tekeningen (de vroegste daterend uit 1693) en een geïllustreerd manuscript voor het artikel over drukwerk, typografie en boekbinden, dat in 1704 was voorbereid. Het eerste deel verscheen echter pas in 1761 onder Réaumur’s opvolger Henri Louis Duhamel du Monceau, het laatste deel verscheen in 1782. Het werk is uitgegeven in folioformaat en bevat compleet meer dan 13.000 pagina’s en 1800 platen. Het geheel kostte toentertijd 900 livres, gebrocheerd kostte het 700 livres. Compleet bewaarde sets zijn zeldzaam.

## Medewerkers
Beroemde medewerkers aan deze uitgave waren, naast Réaumur en Duhamel, Joseph Jérôme Lefrançais de Lalande, François Alexandre Pierre de Garsault, Jean-Marie Roland de la Platière, Auguste-Denis Fougeroux de Bondaroy en Charles-René Fourcroy de Ramecourt. Het werk werd uitgegeven door Jean Desaint & Charles Saillant te Parijs en werd gedrukt door Jean Elie Bertrand (1737–1779) uit Neuchâtel. De prenten werden vervaardigd door onder anderen Pierre Patte (1723-1814), Pierre Claude de La Gardette (1743-1785), Louis-Jacques Goussier (1722-1799) en André-Jacob Roubo (1739-1791).

## Navolging en plagiaat
De Descriptions des arts et métiers werd verscheidene malen nagevolgd en geplagieerd. Veel artikelen vormde de basis voor de kortere artikelen in de Encyclopédie of voluit Encyclopédie ou dictionnaire raisonné des sciences, des arts et des métiers van Denis Diderot en Jean le Rond d'Alembert, die in de periode 1751-1772 verscheen. Er is in ieder geval een grote overeenkomst tussen veel afbeeldingen in deze twee werken, maar de artikelen en gravures in de Descriptions des arts et métiers zijn gedetailleerder en accurater dan die in de Encyclopédie. Enkele titels van de Descriptions des arts et métiers werden opnieuw uitgegeven tussen 1771 en 1783, in een editie van Charles-Joseph Panckoucke van Neufchâtel, in quarto, met aanvullingen en annotaties van J.-E. Bertrand. De afbeeldingen van de eerste editie werden verkleind, ongetwijfeld met behulp van de pantograaf, en vervolgens opnieuw in koper gegraveerd. Er werd door Pierre Patte een rechtszaak tegen Panckoucke aangespannen wegens plagiaat. Historicus Maurice Tourneux (1849-1917) beweerde echter dat Panckoucke en diverse andere boekverkopers in ieder geval de kopergravures legaal hadden opgekocht voor de verenigde boekhandelaren. Dat gold niet voor de teksten die samenvattingen lijken te zijn van artikelen uit de Descriptions des arts et métiers.
In Nederland werden enkele delen vertaald en aangepast voor de Volledige beschrijving van alle konsten, ambachten, handwerken, trafieken, derzelver werkhuizen, gereedschappen enz., uitgegeven door A. Blussé en Zoon in de periode 1788-1820.

## Overzicht van de artikelen
- Amidon, Fabrique de l' (Duhamel, 1773)

Descriptions des arts et métiers, Art du Brodeur, 1770

- Ancres, Fabriques des (Réaumur et Duhamel, 1723)
- Ardoise, Art de Tirer des Carrieres Pierre la d' (Fougeroux de Bondaroy , 1762)
- Battage des Grains (M.D.N.E., 1769)
- Boulanger, vermicelier, meunier, Description et détail des (Malouin, 1779)
- Bourrelier et du Sellier, L’Art du (Garsault, 1774)
- Brodeur, L’Art du (Saint-Aubin, dessinateur, 1770)
- Cartier, Art du (Duhamel, z.d.)
- Cartonnier, Art du (Lalande, 1762)
- Chamoiseur, Art du (Lalande, 1763)
- Chandelier, Art du (Duhamel, z.d.)
- Chapeaux, L’Art de faire des (Nollet, 1765)
- Charbonier (Duhamel du Monceau, 1760, z.d.)
- Charbon de terre, L’Art d’exploiter les mines de (Morand, 1768, 1773, 1774, 1776, 1777, 1779)
- Chaufornier, Art du (Fourcroy de Ramecourt, 1766)
- Cirier, Art du (Duhamel, 1762)
- Colles, L’Art de faire différentes sortes de (Duhamel, 1771)
- Cordonnier, Art du (Garsault, 1767)
- Corroyeur, Art du (Lalande, 1767)
- Coutelier, L’Art du (Perret, 1771)
- Coutelier, L’Art du, en instruments de Chirurgie (Perret, 2 delen 1772)
- Coutelier, L’Art du, en ouvrages communs (Fougeroux de Bondaroy, 1772)
- Couvreur, Art du (Duhamel, 1766)
- Criblier, Le (Fougeroux de Bondaroy, z.d.)
- Cuirs dorés ou argentés, Art de travailler les (Fougeroux de Bondaroy, 1762)
- Cuivre rouge ou Cuivre de Rosette, en Laiton ou Cuivre Jaune, L’Art de convertir (Gallon, 1764)
- Cuivre, Addition au Travail de (Duhamel, z.d.)
- Distillateur en Eaux-Fortes, L’Art du (Demachy, 1773)
- Distillateur liquoriste, L’Art du (Demachy, 1775)
- Draperie, Art de la (Duhamel, 1765)
- Enclume, De la Forge des (Duhamel, 1762)
- Epinglier, Art de l’ (Réaumur et Duhamel, z.d.)
- Etoffes de Laine, Art de Friser ou Ratiner les (Duhamel, 1766)
- Etoffes de Laine, L’Art du Fabrikant d’ (Roland de la Platière, 1780)
- Etoffes de Laine, L’Art de prépare et d’imprimer les (Roland de la Platière, 1780)
- Etoffes de Soie, L’Art du Fabriquant d’Etoffes de (Paulet, 4 delen in 1773, 1774, 1775, 1776)
- Fer fondu, Nouvel Art d’Adoucir le (Réaumur, 1762)
- Fil d'Archal, Art de Réduire le Fer en (Duhamel, 1768)
- Forges et fourneaux à Fer, Art des (Bouchu et Coutivron, 4 delen tot 1762)
- Hongroyeur, L’Art de l’ (La Lande, z.d.)
- Indigotier, L’Art de l’ (Beauvais de Raseau, 1770)
- Instruments d'astronomie, Description et usage des principaux (Le Monnier, 1774)
- Instruments de Mathématique et d’Astronomie, Nouvelles Méthode pour diviser les (Chaulnes, 1768)
- Layetier, L’Art du (Roubo, 1782)
- Lingere, L’Art de la  (Garsault, 1771)
- Maçonnerie, L’Art de la (Lucotte, 1783)
- Mâture, Description de l’Art de la (Romme, 1778)
- Maroquin, L’Art de faire le (Lalande, z.d.)
- Mégissier, Art du (Lalande, 1765)
- Menuisier, Art du (Roubo, 1769, 1770)
- Menuisier-Carrossier, Art du (Roubo, 1771)
- Menuisier en Meubles, Art du (Roubo, 1772)
- Menuisier Ebéniste, Art du (Roubo, 1774)
- Menuisier Treillageur, Art du Treillageur, ou Menuiserie des Jardins (Roubo, 1775)
- Microscope, Description d’un, et différents Micrometres (Chaulnes, 1768)
- Orgues, Art du facteur d' (Bedos de Celles, 1766, 1770, z.d., 1778)
- Papier, Art de faire le (Lalande, 1761?)
- Parchemin, Art de faire le (Lalande, 1762)
- Paumier-Raquetier, Art du (Garsault, 1762)
- Pesches,Traite général des (Duhamel et La Marre, 15 delen tussen 1769 en 1782)
- Peinture sur Verre et Vitrerie, Art de la (Le Vieil, 1774)
- Perruquier, Art du (Garsault, 1767)
- Pipes à Fumer le Tabac, Art de faire les (Duhamel, 1771)
- Plombier et Fontainier, L’Art du (M., 1773)
- Porcelaine, L’Art de la (de Milly, 1770)
- Potier d'Etain, Art du (Salmon, 1788)
- Potier de Terre, L’Art du (Duhamel, 1773)
- Raffiner le Sucre, L’Art de (Duhamel, 1764)
- Relieur Doreur de Livres, L’Art du (Dudin, 1772)
- Ressorts de Montres, L’Art de faire les (Blakey, 1780)
- Savonnier, L. Art du (Duhamel, 1774)
- Serrurier, Art du (Duhamel, 1767)
- Tailleur, Art du (Garsault, 1769)
- Tanneur, Art du (Lalande, 1764)
- Tapis, Art de faire des, façon de Turquie (Duhamel, 1766)
- Teinture en Soie, Art de la (Macquer, 1763)
- Théatres et des machines théatrales, Traité de la construction (Roubo, 1777)
- Tonnelier, L’Art du (Fougeroux de Bondaroy, 1763)
- Tourneur mécanicien, L’Art du (Hulot, 1775)
- Tuilier et briquetier, L’Art du (Duhamel, Fourcroy de Ramecourt et Gallon, 1763)
- Tuilier et briquetier, Art de Fabriquer la Brique et la Tuile en Hollande (Jars, 1767)
- Vaisseaux, Traite de la construction des (Chapman, 1779)
- Velours de Coton, L’Art du Fabricant de (Roland de la Platière, 1780)
- Voilure, Art de la (Romme, 1781)

In 1777 gaf de weduwe Desaint uit Parijs een lijst uit met prijzen voor de gebrocheerde uitgave van Descriptions des arts et métiers, waarin opgenomen gepubliceerde en aangekondigde artikelen. Aangekondigd, maar niet uitgevoerd werden de volgende artikelen:
- Diamantaire (D'Aubenton)
- Poëles, Art de faire les (Communauté de Milly)
- Vernisseur (Mitouard)
- Vinaigrier (Demachy)

## Latere uitgaven
In de negentiende eeuw werden enkele titels in kleiner formaat uitgegeven, in de Encyclopédie Roret, vervolgens, in 1975, in facsimile op het formaat van het origineel, door Léonce Laget. Van deze laatste uitgave verschenen meerdere edities in facsimile, enkele daarvan in kleiner formaat, uitgevoerd in Duitsland (Bärenreiter) en Zwitserland (Slatkine) en, met vertaalde teksten, in de Verenigde Staten en in Italië.